# 2016年江蘇省阜寧県竜巻
2016年江蘇省阜寧県竜巻（2016ねんこうそしょうふねいけんたつまき、中国語: 2016年江苏省阜宁县龙卷风）は、2016年6月23日、中華人民共和国江蘇省塩城市で発生した自然災害である。この日の現地時間午後3時頃、塩城市阜寧県や射陽県で、大気が非常に不安定となり、竜巻、強い雷、短時間の集中豪雨、雹、雷雨、強風などが発生した。